# Waldemar Domagała
Waldemar Marek Domagała (ur. 23 lipca 1946 w Sosnowcu, zm. 24 listopada 2007 w Warszawie) – polski muzyk i architekt. Członek SARP od 1978 roku.

## Życiorys

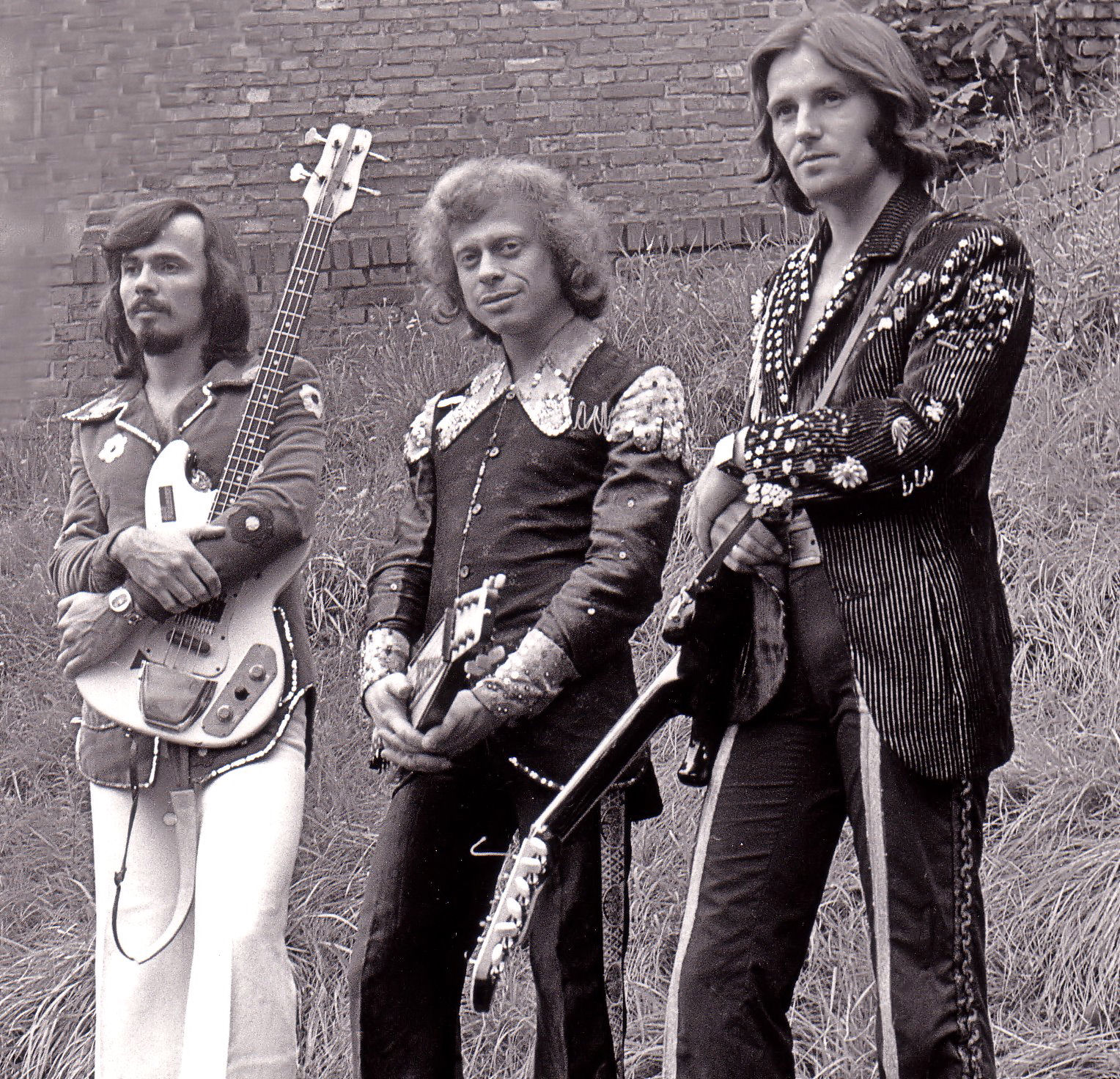
Homo Homini, od lewej: Andrzej Krupiński, Aleksander Nowacki, Waldemar Domagała

Członek wrocławskich grup Elar 5 (1965–1971) i Nurt (1971). Od 1972, wraz z Aleksandrem Nowackim i Andrzejem Krupińskim współtworzył popularną grupę folkbeatową Homo Homini, w której śpiewał, grał na gitarze, harmonijce ustnej i kazoo. Wraz z zespołem wylansował, między innymi takie przeboje jak: Drzewa ruszają w drogę (jego kompozycja do sł. Marka Dagnana), Tobie Karolino czy Wspomnienia o Adelajdzie. Z Homo Homini rozstał się na początku 1975, zastąpiony przez Zbigniewa Brzezińskiego, gitarzystę zespołu Kram.
Absolwent Wydziału Architektury Politechniki Warszawskiej z 1976. Jako architekt był twórcą i współtwórcą wielu obiektów przemysłowych w tymi między innymi na Kubie i w Algierii, a także współprojektantem fabryki domów w Dąbrowie Górniczej i Rybniku.

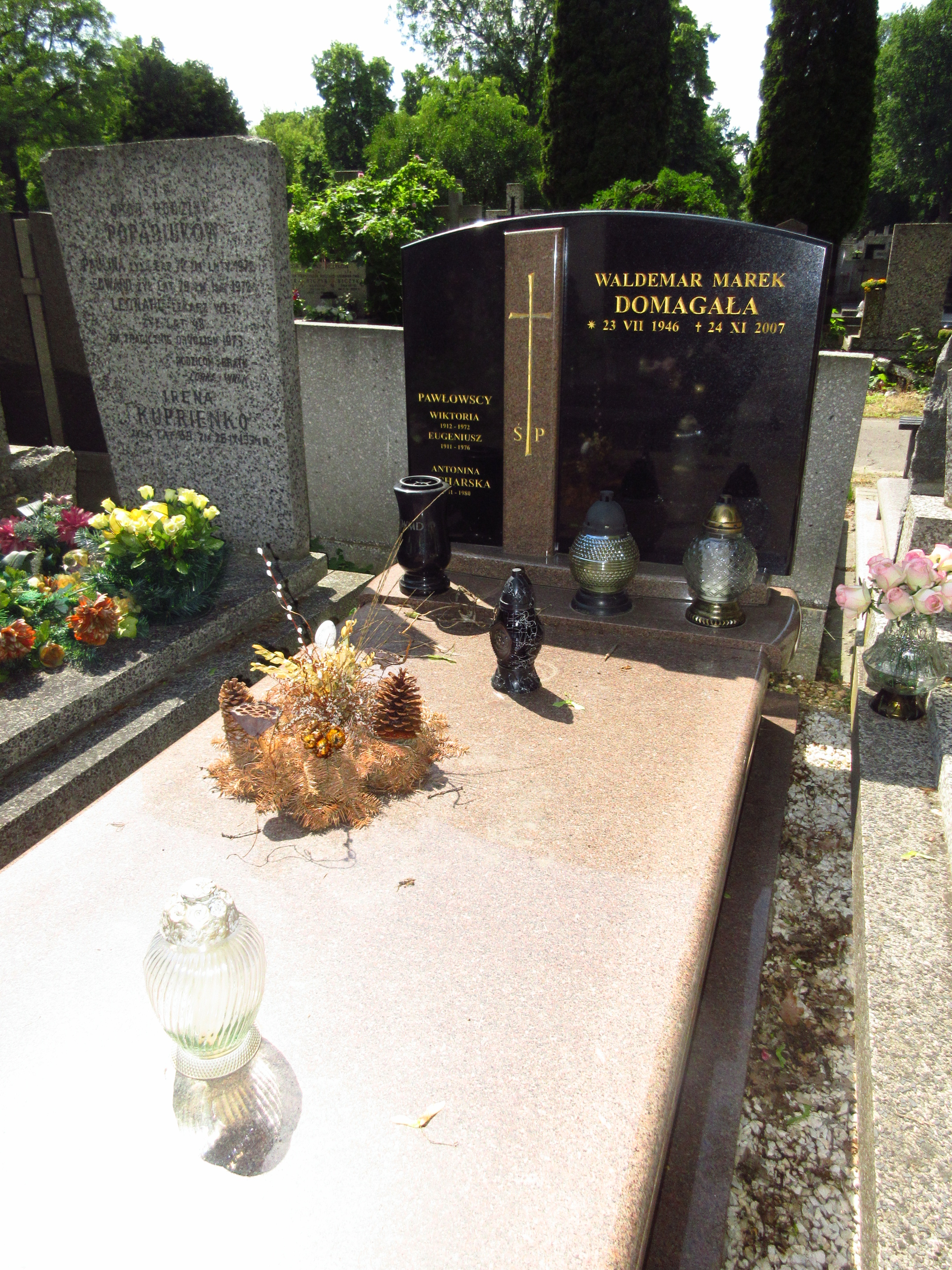
Grób Waldemara Domagaly na Cmentarzu Bródnowskim.

Pochowany na cmentarzu Bródnowskim w Warszawie (kwatera 10H-5-18).